# Casian Miclăuș
Casian Vasile Miclăuș (* 14. August 1977 in Mediaș, Kreis Sibiu) ist ein ehemaliger rumänischer Fußballspieler. Er bestritt insgesamt 156 Spiele in der Liga 1.

## Karriere

### Verein
Miclăuș begann seine Karriere bei Gaz Metan Mediaș in der Divizia B. Im Januar 1999 wechselte er zu FC Universitatea Craiova in die Divizia A (heute Liga 1). Am 10. April 1999 gab er sein Debüt in der Divizia A, als er beim 2:1-Sieg gegen Gloria Bistrița auflief. 2000 kehrte er wieder zu Gaz Metan Mediaș zurück. 2003 wechselte er für rund 100.000 Euro zum FC Brașov. 2005 wechselte er für rund 130.000 Euro zu CFR Cluj. Im Januar 2008 wurde er an Dacia Mioveni verliehen. 2008 wechselte er für rund 250.000 Euro zu Gloria Bistrița. Am 26. Juli 2008 gab er sein Debüt für Gloria Bistrița, als er bei der 0:3-Niederlage gegen Rapid Bukarest spielte. Nach nur einem Jahr verließ der den Klub im Jahr 2009 wieder und wechselte zum Zweitligisten FCM Târgu Mureș. Im Sommer 2010 kehrte er mit seinem neuen Verein in die Liga 1 zurück. In der Winterpause 2010/11 löste er seinen Vertrag in Târgu Mureș auf heuerte bei Sănătatea Cluj in der Liga III an. Im Jahr 2013 beendete er seine Laufbahn.

## Erfolge
- Aufstieg in die Liga 1: 2010